# تاریخ گیتی‌گشا
تاریخ گیتی‌گشا کتابی دربارهٔ تاریخ حکومت زندیان به زبان فارسی است. این کتاب مجموعه‌ای است از سه تألیف: تاریخ گیتی‌گشا و دو ذیل که هر کدام نویسندهٔ جداگانه‌ای دارد. 
تاریخ گیتی‌گشا (بخش اول کتاب) نوشتهٔ میرزا محمدصادق موسوی اصفهانی (با تخلص نامی) است. او که رویدادنگار کریم‌خان زند بود، از سوی کریم‌خان و جعفرخان زند، برادرزادهٔ کریم خان، به نوشتن تاریخ سلسلهٔ زندیه مأمور شد. رویدادهای مربوط به جعفرخان و دوران پس از آن به دست عبدالکریم ابن علی رضا الشریف و علیرضا شیرازی تکمیل شده است.
رویدادهای یادشده در کتاب شامل شورش‌های داخلی ایران در برابر کریم‌خان، پیروزی‌های او در استرآباد، آذربایجان، ارومیه و مبارزات تقی‌خان درانی است. افزون بر این گاه به روابط خاندان زند با کشورهای دیگر مانند برخورد با هلندی‌ها و همچنین عثمانی‌ها اشاره شده است. سرانجام نوشته‌های نامی با بیان رویدادهای سال‌های آخر سدهٔ ۱۲ ه‍.ق. و بازگشت کریم‌خان به اصفهان پایان می‌گیرد.
تاریخ گیتی‌گشا از مهم‌ترین و معتبرترین اسناد تاریخی زندیه است، زیرا نویسندهٔ آن بسیاری از وقایعی را که خود شاهد آنها بوده، بدون کم و کاست، بیان کرده یا رویداد را از خاطرات و دیده‌ها و نوشته‌های میرزا محمدحسین فراهانی وزیر، گفته است. نثر این کتاب سست و متکلفانه و به شیوهٔ مرسوم برخی تاریخ‌نویسان پس از صفویه، همراه با کنایات و استعاره‌ها و تشبیهات فراوان و جملات زاید است، به طوری که خواننده رشتهٔ کلام را از دست می‌دهد.